# 髙安晃
髙安 晃（たかやす あきら、1990年2月28日 - ）は、茨城県土浦市出身で田子ノ浦部屋（入門時は鳴戸部屋）所属の現役大相撲力士。本名同じ。身長188.0cm、体重175.0kg、血液型はA型。得意手は突っ張り、押し、左四つ、寄り。先代師匠13代鳴戸（隆の里）と同じく上手捻りも得意とする。最高位は東大関。靴のサイズは2018年2月時点で35cm。
好物は煮魚（特にサバの味噌煮）。入門前は野菜嫌いであったが現在では好き嫌いが無いという。趣味は音楽鑑賞。メディアによって、高安晃の表記も見られる。TwitterとFacebookを利用している。2020年7月、演歌歌手の杜このみと結婚。

## 来歴

### 中学卒業まで
父が日本人、母がフィリピン人という家庭に高安は生まれる。土浦第一中学校では野球部に所属し中堅手として活躍していた。AKB48の元メンバーでタレント・女優の秋元才加は幼なじみである。ビジュアル系バンドMUCC（ムック）の元ドラマーSATOちは従兄弟にあたる。横野レイコの取材によれば次男で甘えん坊であった高安は母親にさえ怒られたことがなかったといい、入門後も息子を心配した母が、高安の大好物のビーフシチュー（厳密にはカルデレータ）などを部屋まで届けたことも幾度となくあったそうである。父は「集中力がなく『楽しいことだけやりたい』という子どもだった」と高安の幼少期を振り返る。2018年時点でも、母は東京場所になるとフィリピン料理を部屋の力士の分まで差し入れしてくれるといい、そのメニューはカルデレータ、パンシット・ビーホン（フィリピン焼きそば）、シニガンなど様々である。
子供の頃は野球少年で、小学校4年生からリトルリーグに所属していた高安。当時、巨人で活躍していたドミンゴ・マルティネスに似ていたことから、あだ名は「マルちゃん」だった。中学時代は足に合う靴がないのでサンダルをはいて学校生活を行い、サンダル履きでも足は速かったと母は証言している。中1から塾にも通ったが成績が落ち始めて、中2で少人数制の塾へ見学に行った。そこで講師から「本人のやる気があれば挽回もできるけど、今からじゃ、遅い」と断られると、父は「楽しくやってろ。塾にも行かなくていい」と息子に伝え、職人への進路も考えた。高校進学は難しくなったが“自由の身”となった高安は野球とカードゲームに没頭。午後7時には帰宅して両親が経営するエスニック料理店を手伝った。「横綱の部屋に預ければ運が良ければ関取になれるかも」と考えた父は「見るだけ」と言って高安を車に乗せるとアポなしで鳴戸部屋へ向かった。高安はその時「絶対に嫌だ!」と見学を拒絶していた。中卒後の進路は迷っており、一説には「昼間働いて夜間の学校に行って野球をやりたい」と思っていたというが「身一つで稼ぐ方が性に合う」と結論を出し、父の勧めもあり中学卒業と同時に鳴戸部屋に入門し、2005年3月場所において初土俵を踏んだ。「もともと相撲に大した関心はなかったが、中学卒業を前に興味本位で訪れた鳴戸部屋で、当時の師匠に大きな手や足を触られて褒められると、すぐにその気になった」と当時を説明する報道もある。

### 入門後の度重なる脱走
入門時で既に180cm・120kg、足の大きさ33cmという恵まれた体格、鳴戸から「ゴムマリのようだ」と評された体質から将来を嘱望されていて、その期待に違わずに順調に番付を上げていった。しかし、鳴戸部屋は昼過ぎまで稽古が行われるなど厳しい環境であり、入門前の陽気さは消えていった。鳴戸部屋の厳しさに耐えられずに都合7度（父は10回以上と記憶している）にわたって脱走したことがあり、部屋があった松戸から土浦まで6時間自転車を漕いで実家に逃げ帰っていた。部屋に連れて帰る前に両親は必ず焼肉の食べ放題に連れて行ったが、その度トイレに行ってくるふりをして逃げた。特に4度目の脱走では、赤信号で停車した隙に、乗っていた車から飛び出したという。脱走に関する本人の記憶は2017年5月場所前の時点では曖昧であり、本人は「（逃げた理由は）大したことではなかったと思うけど。15歳で慣れない環境だったから。いい思い出です」と語っている。ある時両親は、高安がこれ以上脱走しないように鳴戸に対して部屋の力士らにかわいがりを控えるように土下座して懇願したが、高安は「俺は親になんてことをさせているんだ」と自らの弱さを実感した。脱走を繰り返していた頃は稀勢の里にも相手にされず、なかなか稀勢の里に指導してもらう機会が無かった。

### 十両昇進まで
脱走の常習犯であったため、若の里は「入ってきた時から別格でしたね」と語る稀勢の里の対極として見ていてロクに期待してはいなかったが、稀勢の里が横綱昇進場所で優勝を果たした直後の雑誌の記事では「元々体の芯はしっかりしているので、幕下ぐらいの時に、もしかしたら関取になれるかも知れないと思いました。それが関取どころか三役に上がって、大関を目指すところまできましたからね」と若の里は高安が出世するにつれて見方を変えたことを話している。転機となったのは2006年に父が腎臓がんを患い腎臓を1個摘出する大手術を受けて経営していた飲食店を手放したことであり、これを本人は大関昇進直後の時期に「父親が望むことは相撲で大成すること。そういう状況で『頑張れ』と言われてすごく身に染みた。ウカウカしていられない。結果を出して喜んでもらいたいという気持ちが強かった。土俵に足がつくようになって番付も上がった」と話している。横野レイコの記事では鳴戸が高安を怒ったことはないとされており、ある日の夜、呼び出されて鳴戸の部屋に行くと、鳴戸は冷蔵庫からアイスを取り出し、食べさせてくれたという。高安は「あの時、厳しくされていたら、今の自分はなかったかもしれない。師匠はよく見てくれていました」と、今は亡き恩師に感謝している。高安の才能を評価していた鳴戸は、ある時期自分の付け人に高安を指名して、手取り足取り相撲のことを叩き込んだ。三段目の上位まで番付を上げた頃、初めて稀勢の里に胸を出してもらったが、その時の感覚を後に高安は「何回ぶつかっても下がらない。全身の関節一つ一つがミシミシ来るような重さを感じた」と振り返る。こうした稽古を含め、1日100番を超える稽古で強くなっていった。食事は1食7品目から8品目で野菜が多く、栄養食により高安の体は強くなっていった。
2010年9月場所では、西幕下13枚目の位置で7戦全勝の成績を挙げて幕下優勝を果たし、内規により翌11月場所において新十両へと昇進し、舛ノ山（千賀ノ浦部屋、高安と同じく日比ハーフ）と共に、平成生まれでは初となる関取力士となった。十両昇進に際して「苦労がムダじゃなかった」「やめたいときもあった。両親の応援が支えになった」とコメントし、鳴戸は「三役、その上を狙える」と期待した。十両に昇進した際も「一族が高安のしこ名で相撲を取ってくれたらありがたいと言っています」「『高安』姓をみんなに知ってもらいたい」と父が本名にこだわりを持っていることから下の名前も含めて変えず、大関昇進後も本名を一字も一音も変えずに取り続けている。十両昇進当時「一族の宣伝のために本名で相撲を取るなんて前代未聞だ」というクレームが一定数届いたという。

### 十両昇進から大関候補に名乗りを上げるまで
新十両昇進を決めた直後の10月15日の秋巡業土浦場所では白鵬に胸を出してもらった。この日の白鵬は関取衆では最も多い18番を取って17勝1敗であったが、1敗は高安につけられたものであった。後に高安は大関に昇進したので、白鵬には先見の明があったということになる。
新十両で迎えた翌11月場所では、11勝4敗という好成績を挙げ、東十両3枚目の位置まで大きく番付を上げた翌2011年1月場所でも、9勝6敗と勝ち越し、続く5月技量審査場所でも東十両筆頭の位置で8勝7敗と勝ち越しを決めて、翌7月場所において新入幕を果たした。高安と同時に十両に昇進した平成生まれの舛ノ山を一歩リードしての新入幕に「目指していた地位なのでうれしい」と素直に喜んだ。十両を3場所で通過した要因を「迷いがなく思い切った相撲が取れるようになった」と説明。父の強い勧めもあって、しばらくしこ名は本名の高安のままでいく。「精神力を鍛えてまずは勝ち越しをしたい」と抱負を語った。しかしデイリースポーツにおける高安の記事の扱いは同時に入幕した「マツコ・デラックス激似」の宝富士と「負け越しで昇進」という44年ぶり珍事の当事者となった高見盛に押されて小さな扱いだった。
新入幕となった2011年7月場所では8日目の時点で7勝1敗と非常に好調で、後半戦では黒星が込んだものの最終的には9勝6敗と勝ち越した。幕内4場所目となる2012年1月場所では西前頭3枚目まで番付を上げ、8日目には横綱・白鵬と対戦し、平成生まれの力士としては初めて結びの一番を務めた。同年5月場所では、自己最高位となる西前頭筆頭へと番付を上げたが、5勝10敗と大きく負け越した。翌7月場所でも、初日から8連敗と振るわず、後半には盛り返したものの6勝9敗と負け越した。翌9月場所では、初日からの8連勝で中日に勝ち越しを決め、勝てば敢闘賞受賞が決定していた千秋楽の舛ノ山戦に敗れて三賞受賞はならなかったものの、10勝5敗という好成績を挙げた。
2013年1月場所では、6日目から9連勝して10日目に勝ち越しを決め、12勝3敗の好成績を挙げて自身初となる敢闘賞を受賞した。翌3月場所では3日目に横綱・日馬富士を破り自身初となる金星を獲得したものの、結果的には5勝10敗と大きく負け越した。続く2013年7月場所では、3日目に横綱・日馬富士を上手捻りで破り2個目の金星を獲得し、その後も5日目に鶴竜、6日目に琴欧洲の2大関を破って9勝6敗と勝ち越し、初の殊勲賞を受賞した。翌9月場所では小結へ昇進し、平成生まれ初の三役力士となった。しかし、その場所では横綱・大関陣からは白星を挙げられず（琴欧洲の不戦勝を除く）、5勝10敗と大きく負け越した。翌11月場所は番付運に恵まれてわずか2枚半下降の東前頭3枚目の地位に就いたがここで3勝12敗の大敗を喫してしまう。
2013年末には、師匠の14代鳴戸（隆の鶴）が田子ノ浦に名跡を変更したことに伴う部屋移転に追われる苦労を味わった。田子ノ浦部屋の力士として迎えた2014年1月場所直前の2014年1月2日には、木刀を振るという独特の調整法を実践している様子が伝えられていた。1月場所は終盤4連勝する追い上げもあって9勝6敗の勝ち越しとなった。
同年5月場所を東前頭8枚目での6勝9敗で終えた高安は、千秋楽の翌日に「優勝争いに絡みたい」と翌7月場所に向けての決意を固めるべく、母の故郷・フィリピンへ出掛け、マニラの議員会館でマニー・パッキャオを訪ねたり、母の兄弟と会うなどして過ごした。ちなみに高安がフィリピンを訪れるのはこれが初めてだったという。13代鳴戸もパッキャオをボクサーとして気に入っており、稽古場で試合の話をすることが多かったという。
西前頭11枚目の地位で迎えたその7月場所は、2012年9月場所以来となる中日勝ち越しを果たし、三役以上との対戦が、大関・琴奨菊ただ1人に留まった有利もあって優勝争いに最後まで加わるも、千秋楽の取組を終えて11勝4敗となった時点で、12勝3敗同士の優勝決定戦に望みをつなぐことは不可能となった。結局、優勝は13勝2敗の白鵬が勝ち取ったものの、2013年1月場所以来となる2ケタ勝利を収めた上に、敢闘賞を獲得する活躍を果たすことができた。
東前頭3枚目の地位で迎えた11月場所は、白鵬に初めて勝利して唯一の黒星を付けた
他、日馬富士・豪栄道と2横綱1大関を破る活躍で10勝5敗の好成績を挙げ、2つの金星が評価されて2度目の殊勲賞を受賞した。
2015年春巡業のトーナメント戦では、優勝を果たして賞金100万円を手にし、これで弾みが付いたのか、直後の5月場所では10勝5敗の勝ち越しを収めた。同年9月場所では、2日目に大関・豪栄道を撃破する星があったが、3日目の逸ノ城戦で左足を負傷し、「左下腿筋挫傷、左足関節靱帯損傷で約3週間の安静加療を要する見込み」との診断書を提出して4日目から途中休場（この日の栃煌山戦は不戦敗）、これが自身初の休場となった。休場明けとなる翌11月場所は、場所前に稽古ができなかったと本人が語っていたが、9日目に勝ち越すなど好調であった。しかし10日目以降は13日目以外白星を挙げられず、終盤の失速により9勝6敗にとどまった。

### 大関取りへ
2016年7月場所は、再小結で11勝4敗の好成績を挙げ、自身初めて技能賞を受賞した。翌9月場所は新関脇に昇進。一時は優勝争いするなど好調だったが終盤3連敗してしまい10勝5敗で場所を終えた。終盤の3連敗に対して「クソー」と言い残し、千秋楽の取組後の支度部屋では記者の質問に一切応じなかった。しかし翌11月場所は大関取りの場所となり、昇進を預かる審判部の二所ノ関部長は「優勝争いに絡み、悪くても（昇進目安とされる直前3場所合計の）33勝だ」と12勝を大関昇進のノルマに設定した。10月14日の秋巡業豊橋場所では照ノ富士と三番稽古をして12連勝と好調を示した。しかし11月場所は6日目までに3敗、後が無くなったが中日の4敗目でこの場所での大関取りに失敗。さらに10日目には6敗目を喫したことで大関取りを次の場所に持ち越すことが不可能になった。そして中日から連敗が5になり、12日目に負け越し、関脇からの陥落を確定させた。それでも13日目から残りをすべて勝って7勝8敗と意地を見せた。12月9日の冬巡業天草場所では千代の国、正代、佐藤（現・貴景勝）、栃煌山、豪風、輝を相手に12番取り8勝4敗、体重が増えたせいか今一つ動きにキレがなく、佐藤（現・貴景勝）の突き押しに動き負ける場面が見られると伝えられた。
2017年1月場所は再び東小結で白鵬、鶴竜の横綱2人と照ノ富士、豪栄道、琴奨菊の大関3人を倒す活躍を見せる。最終的には11勝、自身4度目の敢闘賞を受賞した。3月7日の田子ノ浦部屋の大阪場所の稽古場で30番連続で相撲を取って、横綱・稀勢の里と9勝14敗、出稽古に来た幕内・嘉風に6勝1敗と充実の稽古を行った。3月場所は関脇復帰。初日から同部屋の横綱・稀勢の里と共に10連勝。同じ部屋の力士による初日からの10連勝は、2004年3月場所の高砂部屋の横綱・朝青龍と当時平幕の朝赤龍以来13年ぶり。15日制定着後、同部屋の2関取のみが10戦全勝で並ぶのは史上初。しかし11日目から3連敗。それでもこの場所は12勝3敗で殊勲賞を獲得。4月21日、父親の出身地であり自身も幼少期に数年間住んだことがある茨城県水戸市での春巡業に参加。偶然にも、前夜に宿泊したホテルの目の前はかつて、両親がレストランを開いていた場所で、当時は記憶も定かでない幼稚園の前の時代だが「懐かしい。思い出しますね。何となく覚えている。思い出すのは、父親と散歩したことかな」と懐かしんだ。
5月場所前の5月2日には「初日から堂々とやって全勝を目指す」と強気の発言。2017年5月28日、5月場所を11勝4敗で終え34勝を記録し、取組後、12代二所ノ関（若嶋津）審判部長が髙安の大関昇進を議題とした緊急の臨時理事会を要請したと発表。大関昇進が確実となった。フィリピン系大関は史上初。5月31日、髙安は大関昇進伝達式で「大関の名に恥じぬよう、正々堂々精進します」と力強く口上を述べた。昇進伝達式の直前に口上に関して高安は「自分が思っていることをストレートに言いたい。これからの覚悟や気持ちを込めて、伝えたいと思います」とコメントしており、昇進伝達式の後には口上に入れた「正々堂々」について三役に定着する一年ほど前から温めていた言葉であると明かし「一番好きな言葉。この言葉を胸にやってきて、こういう日を迎えられるようになったら使おうと思っていた」と説明した。大関昇進伝達式が行われた際、髙安は次の7月場所について「やはりここ（大関）から上がるには、優勝しかない。目指してやります」と取材に答え、稀勢の里との優勝決定戦のイメージを問われ、10秒近く考え込んで「できたら最高ですね」と兄弟子超えの覚悟を決め、力強くうなずいた。四股名に関しては、新十両昇進の際に父親が当時の師匠に本名で相撲を取ってほしいと頼み、以降本名で定着しているので改名する意向はないと示した。

### 大関昇進後
6月5日に本格的な稽古を再開。本人によれば3日も稽古場で軽く汗を流したという。5日は相撲を取らず、すり足をしたり、若手に胸を出したりした。当面は基本運動や体幹強化に努める方針で「激しい稽古をしても、壊れない体をつくりたい」と説明した。5月の夏場所千秋楽で大関・照ノ富士の小手投げに屈した際に右肘を痛めたが「もう治った」と問題がないことを強調した。6月26日に7月場所の番付発表がされ、番付上に大関として髙安の名前が載った。初土俵から所要73場所での大関昇進はこの時点で史上9位のスロー記録。7月場所の目標としては「ここから上（横綱）を目指すには優勝が必要になる。しっかりと15日間、堂々と相撲を取って優勝したい」と語った。7月場所は3日目の11日に相撲ジャーナリストの荒井太郎が「場所前の稽古で調子の良かった大関高安関が、13勝で優勝すると予想している」と述べており、実際10日目に勝ち越しを決めるなどここまでは順調であったが、11日目から14日目まで黒星続きと途端に崩れた。千秋楽の豪栄道戦では勝って連敗を4で止めたが、9勝6敗とやや振るわなかった。なお、この場所の初日には初顔の北勝富士に敗れており、2009年11月場所の日馬富士（対嘉風）以来昭和以降4回目となる新大関の初日に初顔に敗れた記録となった（新大関で初顔相手の対戦は10例目）。この日には豪栄道、照ノ富士も相次いで敗れており、初日に3大関全員に土がついたのは1978年9月場所以来の、三重ノ海、旭國、貴ノ花以来。2017年8月2日の夏巡業富山場所では体調不良で稽古土俵に上がらなかったものの、19日の札幌場所では錦木と、時間の関係でストップがかかるまで計16番の三番稽古を行った。前日は阿武咲と相撲を取るなど横綱、大関陣でただ1人、連日の稽古。「自分はやらないとダメになる。どんな状況でもやらないと、巡業の生活リズムが悪くなる」と当然のように話した。支度部屋でも貴ノ岩らとキャッチボールに興じて「汗かきますね」。力が有り余っている様子だった。
9月場所は初日白星。しかし2日目の玉鷲戦で玉鷲の激しい突き押しに防戦一方となり、半身になって右足一本で土俵に残ろうとした際右太ももを痛めた。髙安は負けて礼を行おうと土俵に戻ったが既にこの時は足を引きずっており、その後車椅子で相撲診療所へ向かった。その後、髙安は「右大腿筋群損傷」の診断書を相撲協会に提出して休場、3日目の北勝富士戦は不戦敗。秋巡業を全休した高安は、その間に治療と並行してトレーニングを行った。ギプスが外れて松葉づえなしで歩けるようになったのは10月上旬。10月31日、福岡県大野城市の田子ノ浦部屋の九州場所稽古場で稀勢の里と稽古を行い、1勝10敗と稀勢の里の復調を印象付ける結果となった。大関3場所目でいきなり角番となった髙安だが「気楽にやる。切羽詰まってやると、自分の相撲が取りきれない。今場所がダメなら来場所、という気持ちでやる」といい、今後は出稽古も見据えて調整していく方針を示した。歩けるようになった時期が遅いだけに、場所前の相撲雑誌の記事では11月場所での活躍の可能性は薄いと見られていた。
11月場所は初の角番だったが3日目の阿武咲戦で相手が足を滑らせる幸運な白星を収めたこともあって11日目に勝ち越しを決める。しかし12日目の取組で負傷。13日目から「右内転筋筋損傷で3週間程度の加療を要する」との診断書を提出して休場した。13日目の豪栄道戦は不戦敗。田子ノ浦によると「先場所と同じところを痛めた。歩くことはできるものの、相撲を取るのは厳しい。最後まで出てほしかったが、ここでけがが長引いて悪化したらいけないと判断した」という。大関としての真価が問われる2018年1月場所は7日目まで4勝3敗と前半もたついたものの、残りを全て勝って12勝3敗と自身初となる大関での二桁白星を果たすと同時に2差だが優勝次点を記録。続く3月場所は初日から連敗してしまうもその後12日目まで連勝し、2敗で優勝争い。しかし12日目に千代丸に敗れ連勝がストップ。優勝を逃してしまう。しかし、その後は再び連勝し、千秋楽は取り直しとなった一番で横綱・鶴竜を倒し、12勝3敗で2場所連続の優勝次点を記録した。4月3日の春巡業堺場所では三番稽古で阿炎、正代、関脇・御嶽海と計12番取って11勝。
5月場所は、初日より「左上腕三角筋部分断裂で約3週間の安静と加療を要する」との診断書とともに休場を届け出た。
2度目の角番で迎えた7月場所は、立ち合いの馬力が戻っておらず序盤で黒星を喫し、12日目に勝ち越し、9勝6敗で終えた。8月31日に行われた横綱審議委員会の稽古総見は腰痛などで回避したが、9月2日の時津風部屋への出稽古では部屋の豊山、同じく出稽古に来ていた朝乃山と相撲を合計19番取り、14勝した。髙安本人は稽古には「8分目くらいでしょう」とコメントした。
9月場所では初日から7連勝。8日目に正代に敗れて初黒星も、9日目に勝ち越し。10日目には同じ1敗の豪栄道に勝利したものの、翌日全勝の白鵬に敗れて2敗に後退。その後11勝まで星を伸ばしたが14日目、千秋楽と連敗して優勝とはならなかった。
11月場所は7日目までに2敗を喫するもその後は順調に星を伸ばしていき、10日目に勝ち越し、12日目に二桁勝利を挙げる。14日目には1敗の貴景勝に逆転で勝利し2敗で並ぶ。千秋楽、貴景勝が既に13勝目を挙げ、自身が勝利すれば決定戦となったが、長い相撲の末にすくい投げで御嶽海に敗れてまたしても優勝を逃してしまう。それでも自身最多タイの12勝3敗で場所を終えた。
2019年1月場所は、9日目を終えて4勝5敗であったが終盤巻き返し、9勝6敗。場所後の2月10日に行われた大相撲トーナメントで初優勝した。決勝戦で嘉風を寄り切った髙安は優勝賞金250万円の使い道について「体に投資します」とコメントした。
3月場所は、3日目に黒星も、安定した相撲内容で、9日目に勝ち越し。その後、横綱・鶴竜からしか白星を挙げれず失速したものの、2場所ぶりの二桁白星となる10勝5敗で場所を終えた。千秋楽に腰を痛めたため、途中から参加する運びとなった。4月18日の春巡業足立場所では栃煌山と三番稽古を行い、5勝4敗とあまり調子が上がらなかった。26日の青梅場所では逸ノ城との三番稽古で7勝1敗と調子を上げた。ところが5月6日の横綱審議委員会の稽古総見では、白鵬を除く三役以上の力士との申し合いで5勝11敗と不調が伝えられた。
5月場所は、初日に呆気なく破れると、6日目までに平幕に対して3敗。7日目から4連勝するが12日目に5敗目を喫したことによって優勝争いから完全に脱落したが、13日目には優勝争いのトップに立っている鶴竜を破り、千秋楽ではすでに大関復帰を決めていた栃ノ心を相手得意の四つで破るなど意地を見せたが、結局二桁白星には届かない9勝6敗で場所を終えることとなった。
7月場所は2日目に早々黒星も、その後6連勝。だが8日目の玉鷲戦で押し倒し、7勝目を挙げた際に玉鷲の小手投げで左肘を負傷、腕を庇いながら土俵を下りた。勝ち越しの掛かった9日目の正代戦は、サポーターを付けて対戦したが、土俵際の突き落としに敗れる。翌10日目の明生戦は、左を殆ど使わずに右腕から攻め続け、寄り切って8勝2敗と勝ち越した。しかし、左肘の怪我は思わしくなく、11日目の横綱・白鵬戦は「左肘関節内側側副靱帯断裂で約1カ月の休養、加療を要する見込み」で途中休場。これにより、昭和以降では初めて4大関が全員休場するという異常事態となる（角番の貴景勝は初日から全休で翌場所関脇陥落、栃ノ心と豪栄道は途中休場）。場所後の夏巡業は全休した。次の9月場所前になっても左肘は回復しない為に猛稽古が出来ず、当場所は初日から全休を表明する。
2019年10月28日、演歌歌手の杜このみと婚約したことが明らかになった。2人は2016年2月のNHK福祉大相撲で初めて会い、2017年5月に、田子ノ浦部屋の夏場所千秋楽パーティーで杜が細川たかしとともに招待され再会。同学年ということもあり意気投合し、ほどなく交際が始まり、2019年夏に高安がプロポーズしたとのこと。
ところが11月2日の佐渡ケ嶽部屋で行われた二所ノ関一門の連合稽古で、竜電ら平幕3人に計27番で13勝14敗と不調が伝えられた。怪我をしている左肘を庇う相撲から一門の理事の芝田山に「自分の形で稽古しないと場所中も中途半端になる。いまさら肘が『怖い』なんて言っていられない」と酷評された。

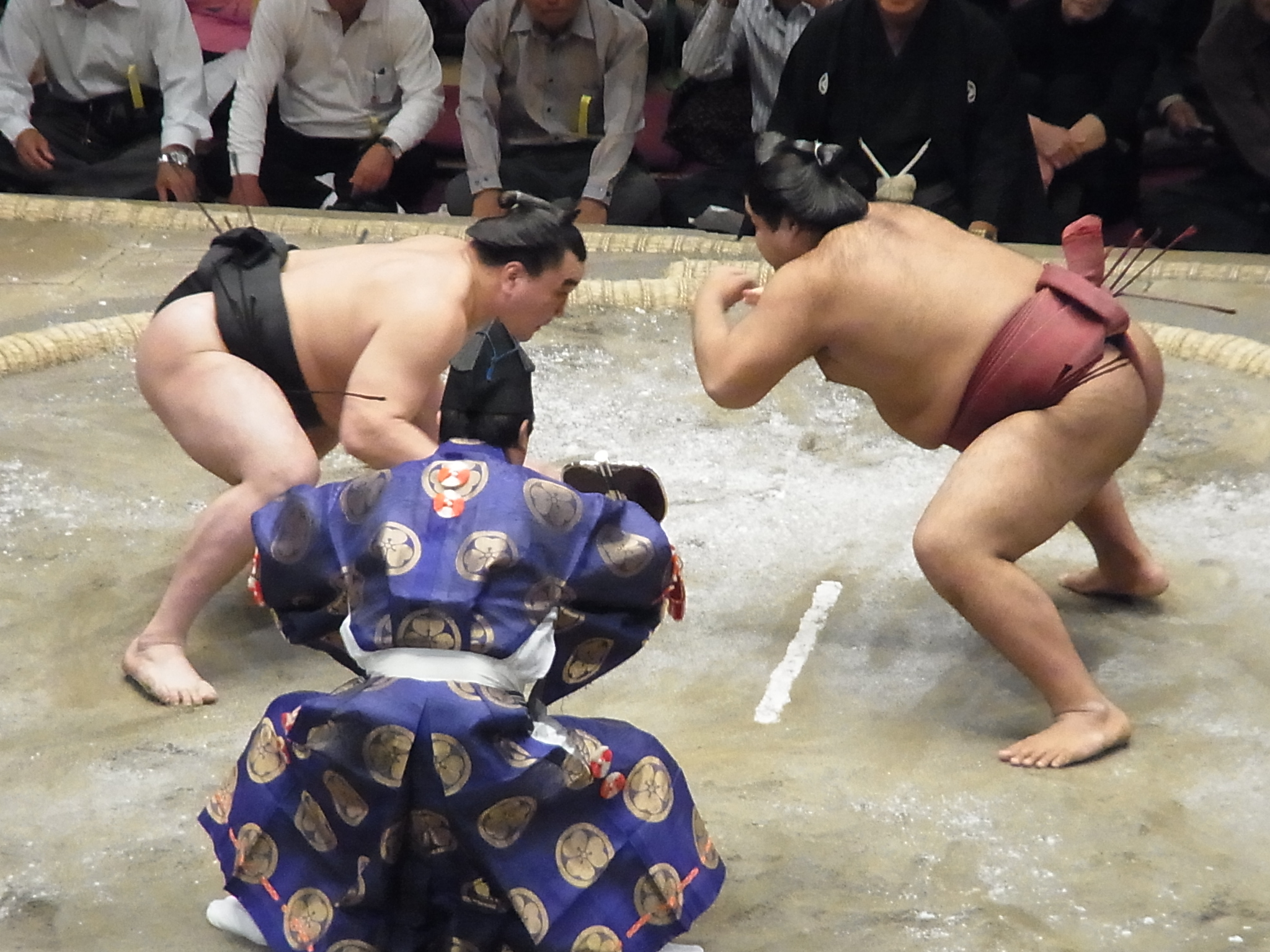
明治神宮例祭奉祝 奉納70回全日本力士選士権大会 相手は日馬富士関（2011年10月3日撮影）
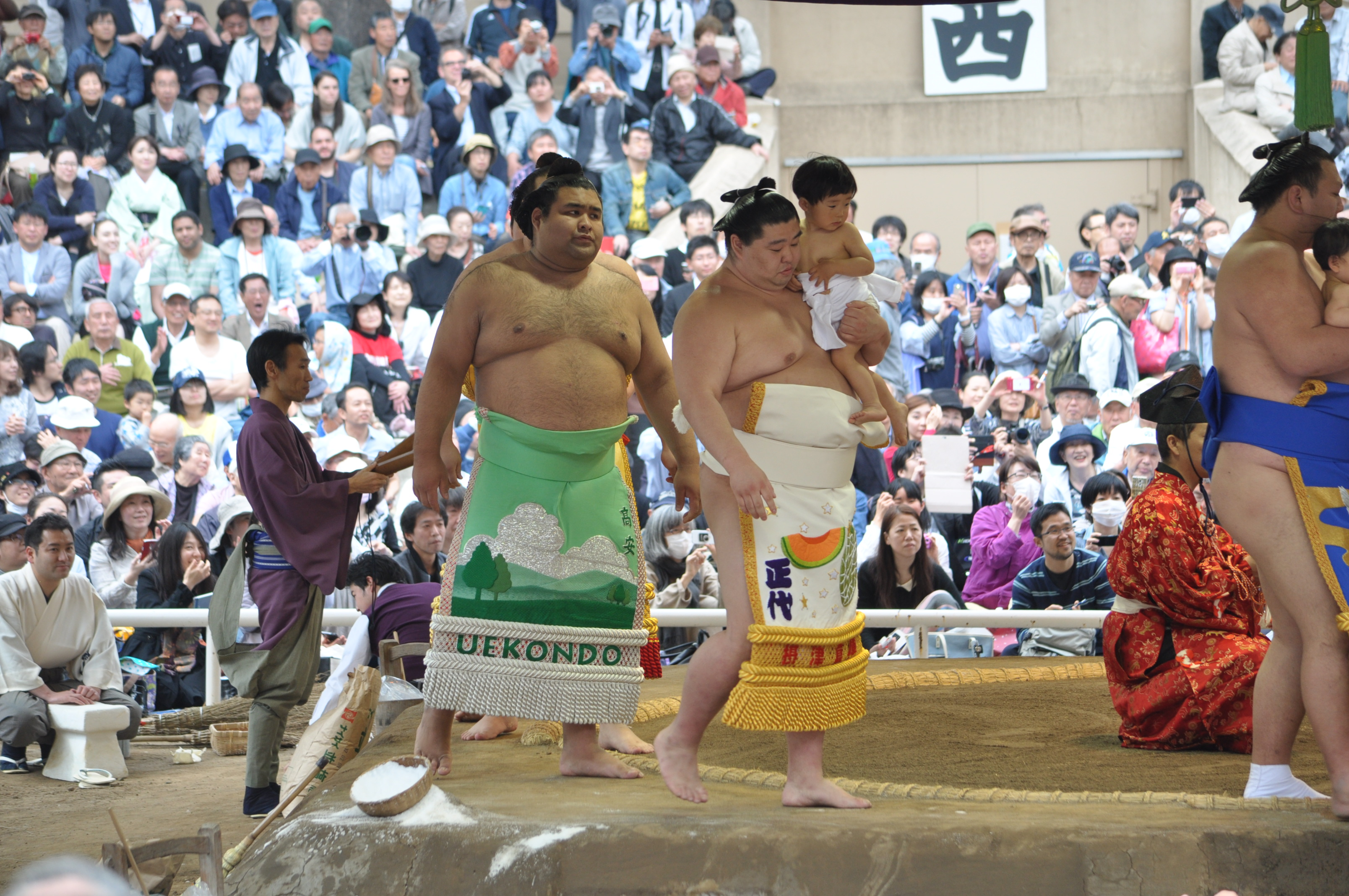
靖国神社奉納大相撲 土俵入り（2017年4月17日撮影）
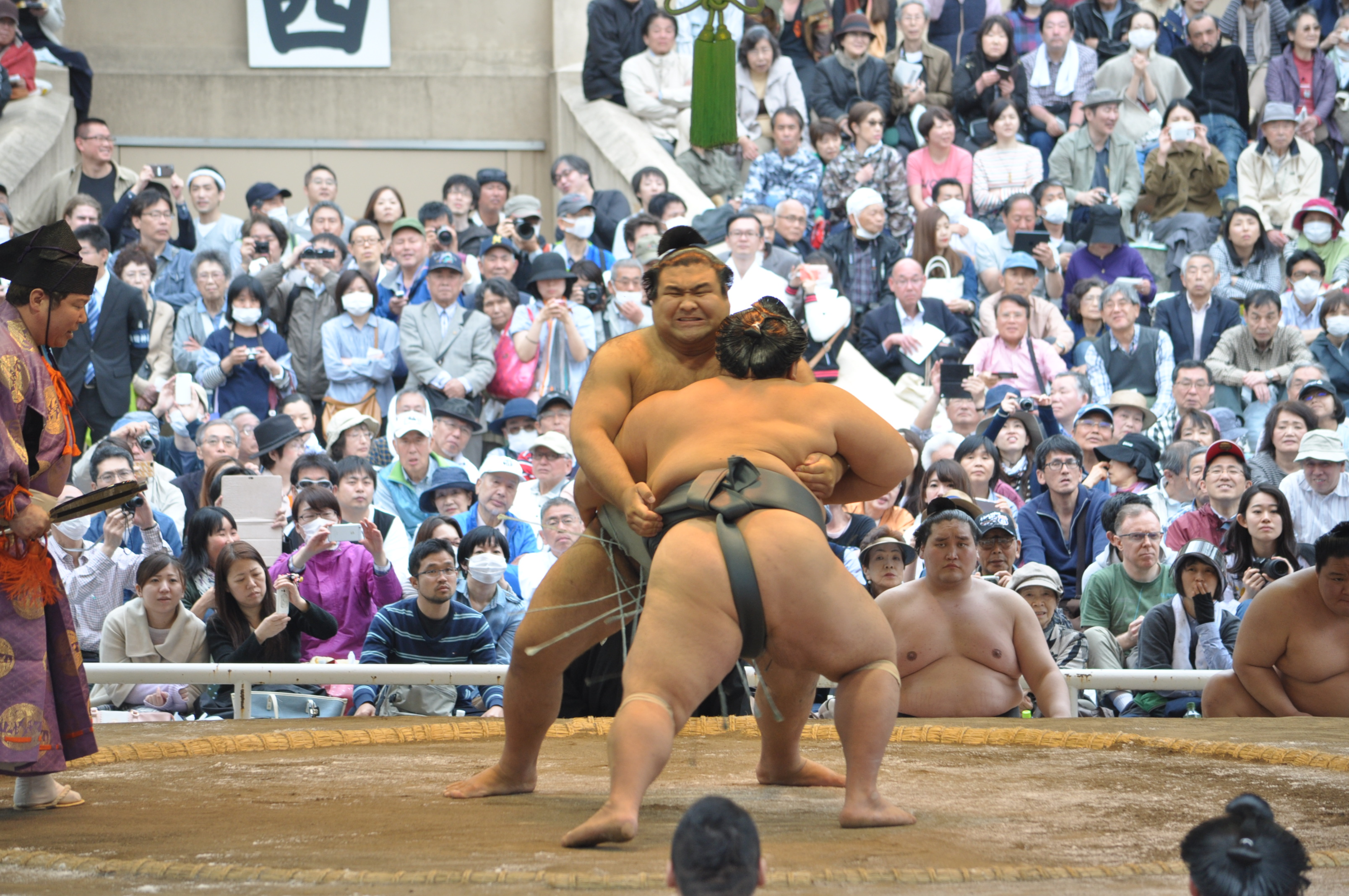
靖国神社奉納大相撲 相手は琴奬菊関（2017年4月17日撮影）

### 大関陥落
3度目の角番として迎えた11月場所は、7日目終了時点で3勝4敗の黒星先行と精彩を欠いていた。そして中日には、大相撲史上初の幕内土俵入りを済ませた後、支度部屋での準備運動中に腰痛の悪化（ぎっくり腰）を訴えて突如休場を発表し、宝富士戦は不戦敗となった。土俵入りへ参加の後、いきなり休場が発表されたために客席は大きくざわついたという。その後は再出場しないことを宣言し、大関で2場所連続負け越しした為に、来場所は関脇の地位へ陥落が決定した。大関在位場所数は15場所であり、現時点では把瑠都と並んで歴代12位タイの短命大関である。
場所後の11月27日、12月1日から開始される冬巡業を初日から休場することが相撲協会から公表された。2020年1月8日に尾車部屋で行われた二所ノ関一門連合稽古では関取衆で最多の番数となる19番を取り、相撲解説者の北の富士勝昭も「（髙安は）思ったよりいい。あれだけ番数をこなせる。吹っ切れていた」と、復活を予感した。
2020年1月場所、10勝すれば大関に特例復帰出来るという状況の中、初日から精彩を欠き黒星先行が続く。そして9日目の宝富士戦で6敗目を喫してしまい、1場所での大関特例復帰は消滅した。この場所は6勝9敗で終え、来場所は平幕へ陥落することとなった。
2月9日の第44回日本大相撲トーナメントでは2年連続2回目の優勝を果たし、好調を示した。28日に堺市の尾車部屋大阪場所稽古場で行われた二所ノ関一門連合稽古では貴景勝と10番三番相撲を行い、7勝3敗。
しかし、3月場所は初日から4連敗し、4日目の鶴竜戦で左足を負傷したため5日目から協会に「左大腿（だいたい）二頭筋損傷、半腱様筋損傷、半膜様筋損傷で約4週間程度の安静加療の必要見込み」との診断書を提出して途中休場となった。
東前頭13枚目としてむかえた7月場所は、初日に琴ノ若に敗れるなど、不安な滑り出しであったが、11日目から千秋楽まで5連勝で終え、10勝5敗と2桁勝利となった。また6日目には元大関の照ノ富士と対戦し、勝利している。この場所を優勝することとなった照ノ富士に平幕力士で唯一黒星をつけ、存在感を示した。
2020年8月6日、杜このみと7月中旬に入籍していたことが公表された。杜このみは同時点で妊娠4ヶ月であり、2021年2月に出産予定であると伝えられた。当の髙安は「男の子だったらお相撲さんに。女の子だったら演歌歌手に。どっちかな」と誕生を心待ちにしている様子を見せた。
東前頭6枚目としてむかえた秋場所では、中日の時点で6勝2敗と優勝争いのトップに並んでいた。しかし、9日目から、好調の若隆景、阿武咲、正代に立て続けに敗れ、優勝争いから脱落。しかし12日目からは4連勝とし、2場所連続の10勝5敗となった。
2020年10月22日の合同稽古では御嶽海らと14番取って10勝4敗。稽古後、7月に第1子が誕生する予定である中「まだまだ引退するつもりはないですし相撲を頑張って（第1子が）物心がついた時にいい姿を見せられるように、まだまだ頑張らないと」と語った。
11月場所は返り三役・西小結として迎え、8勝7敗で終えた。
2020年12月18日に両国国技館内の相撲教習所で行われた合同稽古では、立ち合いで左右にこだわらずに当たるなど、さまざまなことを試し、関脇御嶽海、小結照ノ富士らを相手に13勝2敗と充実の内容を披露した。
2021年の目標として、初優勝と大関復帰を掲げた。
2021年1月場所は東小結の番付で9勝6敗で終えた。
2021年2月17日、第1子となる長女が誕生。
先場所同様、東小結でむかえた2021年3月場所は、初日は明生に敗れるも、その後9連勝し、10日目時点で後続と2差をつけていた。しかし、11日目には不調の大関・正代に敗れ、2敗に後退。さらに13日目以降は3連敗を喫し、最終的には10勝5敗で場所を終えた。千秋楽、勝てば敢闘賞受賞という条件がついていたが、碧山に敗れたため、敢闘賞は受賞できなかった。
東関脇となった5月場所は、中日時点で6勝2敗であったが、照ノ富士や貴景勝に敗れ、優勝争いから脱落。それでも14日目には10勝目をあげて、2場所連続2桁勝利を挙げた。ちなみにその場所は12日目に不戦勝で勝ち越してインタビューを受けたが、その白星は朝乃山の不祥事によるものであった。
7月場所は成績次第で9月場所での大関復帰も有り得る状況であったが、場所直前の7月1日の稽古後に急性腰痛症となり、場所を休場することが決定。その時点では、9月場所での大関復帰は絶望視されたが、3日目から出場した。
場所中、兄弟子の稀勢の里が荒磯部屋の新設を控える中で、部屋で入門当初から行っていた稀勢の里との稽古について「1万番以上はやっているんじゃないですかね」と振り返り、部屋を離れる稀勢の里を惜しんだ。
9月場所11日目の照ノ富士戦では寄り切りで敗れて土俵下に落ちた際にすぐに起き上がれず、ぴくりともしない一幕があった。これには北の富士も「私も心配はしましたが、あの場合は土俵下にいた審判がもう少し、冷静に動くべきだったと思います。髙安が動けなくなってかなりの時間、何もできず見守るばかりでしたが、とりあえず先に勝ち名乗りをあげるべきだったと思うのです」と審判部の対応に注文を付けていた。この負傷により、協会に「右大殿筋筋挫傷疑いにより約2週間の安静加療が必要となる見込み」との診断書を提出して12日目から休場した。負け越しが確定し、翌11月場所は6場所連続で守っていた三役から陥落することが確実となった。
10月25日に相撲教習所で行われた合同稽古では関脇御嶽海らを相手に計14番相撲を取り、「感触としては良かった。攻める相撲を取れた」と振り返った。ケガの状態については「打撲だったんですけど、もう大丈夫です。順調ですね」と万全を強調した。
2022年3月1日、妻の杜このみが公式ブログで第2子の妊娠を明らかにし、同年夏頃に出産する予定を示した。
3月場所は、一時期170kg台中盤まで落ちた体重を筋力トレーニングと食事稽古で183kgまで戻し、NHK大相撲中継の解説を務めた21代間垣が「食べ頃というか、ジューシーというか。みずみずしさがある。張りがある」と評価するほど見た目も変化。この場所は絶好調で2017年3月場所以来となる中日勝ち越しを決めた。さらに敢闘賞を千秋楽の結果に関わらず受賞が決定。12勝3敗で若隆景との優勝決定戦に進出するも、敗れて初優勝を逃した。優勝決定戦後、今後も幕内最高優勝を目指す意欲を持っている旨を語った。
13代二所ノ関は、若手時代に脱走の常習犯であった髙安がこの場所で優勝目前まで奮闘したことに対して「まさか関取になるとは思わなかった力士ですから。優勝するなんて夢にも思っていない」と笑った。また、場所のちょうど1年前、髙安との三番稽古で力強さや重さを感じなくなり高安に終わりを感じたが、この場所の髙安を13代二所ノ関は「肩から背中の張りがすごい。腰まわりもかなり太い。ハムストリングも復活した」と目を見張っていた。13代二所ノ関はまた、稽古で胸を出して工夫しながら若い衆と稽古できているのかもしれないと推測していた。
5月場所前の5月1日、部屋の若い衆と50番相撲を取るなど猛稽古で順調に仕上がっている旨を語った。場所直前の北の富士のコラムでは、髙安が優勝候補に挙がっていた。しかし場所では幕内上位の壁に阻まれて優勝争いどころか6勝9敗の負け越し。
6月6日に力士による出稽古が2年3カ月ぶりに再開され、自身も早速追手風部屋で出稽古を行った。13代二所ノ関が部屋から独立して以降、部屋の若い衆としか稽古できなかった中での出稽古再開であった。
6月29日、28日に相撲協会員対象に行われた検査により、髙安と同じ田子ノ浦部屋の力士養成員の2人が新型コロナウイルス感染が判明したことを発表した。部屋では定期的な検査を行った結果で出場可否を判断するとしていたが、7月2日に力士養成員1人の感染が新たに判明した。このため、師匠の16代田子ノ浦が名古屋入りは困難と判断し、7月場所は髙安をはじめ田子ノ浦部屋所属の力士15人全員が全休となった。
場所後の夏巡業は参加。8月11日の夏巡業古河場所が行われた際は「初優勝はすごい。感化されました。次は自分が、という気持ちでいきたいです」と初優勝を狙う旨を語った。19日、第2子となる長男が誕生。
9月場所は9日目に照ノ富士を押し出しで破って金星を獲得。46場所ぶりの金星は昭和以降では2位のブランク記録。13日目終了時点では2敗で単独トップの玉鷲を北勝富士と共に1差の3敗で追う立場となった。千秋楽は2敗の玉鷲と3敗の自身が直接対決となり、本割と優勝決定戦で連勝すれば初優勝が決定する状況となった。花田虎上は自身のコラムで「優勝決定戦になれば今場所はスタミナも消耗しておらず、負けはしましたが春場所の優勝決定戦でも動けた高安が、変に緊張しない限りやや有利かなと思います」と予想。しかし花田の予想に反し、千秋楽は本割で敗れて玉鷲に優勝を譲った。それでも、優勝争いに加わったことが評価され、自身6度目の敢闘賞を受賞。この年2度目の優勝次点を記録したが、本人は「いつもと変わらず準備して、しっかりいい相撲をとろうといきました。精いっぱい相撲をとった。玉鷲関が強かったです。完敗です」と玉鷲との対決を振り返り「弱いから負けた。まだまだ稽古が足りなかったということです」と反省。「もう悔いはない。優勝できなかったが、自分の中で（優勝との）距離感は縮まっている。何度でも挑戦したい。この気持ちを忘れず鍛えます」と誓った。この地位と成績なら通常三役を狙えたが、幕内上位から三役にかけて勝ち越しないし好成績、もしくは踏みとどまった成績の力士が多く、翌11月場所は東前頭筆頭にとどまるなど番付運に恵まれなかった。11月場所は終始優勝争いに加わり、14日目終了時点で12勝2敗と単独トップに立ち、この時点で殊勲賞獲得が決定。千秋楽は本割で阿炎に敗れて12勝3敗で終わり、貴景勝も交えて巴戦となった優勝決定戦でも敗退し、阿炎に優勝をさらわれた。決定戦での阿炎との一番では、頭部を阿炎の胸付近に激しくぶつけ、意識がもうろうとなり一人で立ち上がれなかった。決定戦後「稽古が足りない。もう1回鍛えます。必ず上を目指します」と翌2023年に向けての意気込みを語った。
2023年1月場所では西関脇となり、成績次第では大関復帰の可能性も挙げられたが、右足を痛めて6日目から休場し立ち消えとなった。2023年3月場所は西前頭7枚目で10勝5敗の好成績。場所後の春巡業福井場所では目や喉に違和感を訴え、一時帰京。5月場所は初日の朝稽古で右太もも裏を痛め、同日から休場。師匠は症状などについて「歩くことは少しできるが、仕切ることはできない。（再出場は）できるように何とかしたい」と話した。11日目から土俵復帰することとなった。加療見込みよりは早い復帰となる。6月2日に筑波山神社、10日に妻の出身地である北海道神宮で地元関係者を中心に披露宴を開き、3度目の結婚披露宴は17日に都内のホテルで開催。3度目の披露宴の際には式では平沢勝栄、杜の師匠にあたる細川たかし、角界からは兄弟子だった稀勢の里の二所ノ関親方ら、700人を超す出席者が2人の門出を祝った。「やっぱり精進して家族を喜ばせたい。披露宴にも、これだけたくさんの方に来ていただいた。期待に応えるためにも力士として上を目指して頑張りたい」「より一層気持ちを引き締めて、名古屋に向かいたい。結果を出したいです」とコメント。9月場所は千秋楽を首位に1差の4敗で迎え、千秋楽で5敗となり優勝を逃したが優勝次点。この場所は優勝すればという条件付きで殊勲賞を受賞することとなったが、優勝を逃して受賞はならなかった。因みにこの場所は千秋楽結びの一番の土俵に上がっているが、平幕力士が千秋楽結びの一番に上がるのは、幕内の取組がすべて中入り後に組まれるようになった1927年（昭和2年）1月場所以降では5例目。2023年は3場所で10勝5敗の成績を残し、これに対し「すこぶる調子よくというわけではなかったんですけど、そんな中でも工夫して10勝できたというのは自分の中ではまだできるという、そんな自信がわきましたね」と感想を述べ「来年はいい年になりそうですけどね。そんな手応えが」と話した。
2024年5月場所は腰痛で6日間の休場を喫するも、出場した9日間は7勝2敗と実力を示した。しかし元武蔵丸の武蔵川親方のコラムでは、強かったのはあくまで優勝争いに参加せずプレッシャーを感じなかったからだと指摘され、相変わらず相手に合わせた相撲だと積極性の低さを酷評されている。同年7月場所は初日に関脇・霧島と対戦し敗れると翌日から千秋楽まで休場。9月場所は東前頭15枚目に番付を落とすが、ここで10勝5敗と盛り返し、11月場所・2025年1月場所に8勝7敗の後、3月場所は中日に新横綱の豊昇龍を破り15場所ぶりの金星を獲得し、その後も大関琴櫻、大の里にも勝利した。平幕力士が横綱、大関を全員破るのは令和4年秋場所の玉鷲以来。この場所は12勝3敗の快進撃で、千秋楽まで優勝を争う活躍を見せたが、優勝決定戦で大の里に敗れ優勝はならなかったが、それでも技能賞を受賞した。
2025年5月場所は再び東小結に復帰した。しかし序盤から振るわず10日目に早くも負け越しが確定。それでも12日目から千秋楽まで4連勝し、6勝9敗という成績だった。千秋楽では甥弟子にあたる大の里の優勝パレードの旗手を務めた。
7月場所は西小結となる。大相撲本場所が15日制となって以降、前場所6勝止まりだった小結が平幕陥落せず小結残留となった史上初の事例となった。この場所では11日目に勝ち越しを決め、2021年5月場所以来4年ぶりに三役の地位で勝ち越した。

## 取り口など
基本的に突き押しを得意としており、13代鳴戸からは、入門当初より「当たってひたすら突っ張れ」と教え込まれた。一方で、左四つからの寄り身も強みである。差し手の返しが多少甘くても、胸を合わせて体力で押し込む場合が多い。前述のように上手捻りも得意としており、投げは左四つになれば上手からでも下手からでも出る。若い頃は攻めが速いので出足が鈍い力士には相性が良かった。ベテランになると力任せではなく体捌きで勝つ相撲も目立つようになった。一方、安易に廻しを取ろうと当たりの弱い立合いをすると上位力士には苦戦する。後述のように、相手の出方に合わせ過ぎる器用貧乏な半端相撲も弱点であり、特に半端相撲は大関から陥落した原因となっている。若い頃は相撲が速かったが、大関で低迷して以降は相撲の遅さ、攻め手や積極性の欠如も課題となっている(一時期改善された時期はあるが)。
足腰は堅いが上体は柔らかく、独特の上体の体質で相手の突き押しを受け流す。2016年11月場所前には左四つ一本の力士になろうと決めたが、実際に左四つ中心の相撲を試して負け越したため諦めている。叩きも上手く、無理して攻める相手にはいなしてタイミングよく落とすことが多い。大関候補に名乗りを上げてから本人は「突っ張ってから展開する相撲が合っている」と考えるが、実際は突っ張りだけで勝負が決まることも増えている。強烈なかち上げや、突き、押しを軸に大関の地位を手に入れたが、昇進直後の記事では「これまでやってきた自分のスタイルを強化していく」と力強く言い切った。
一方で、腰高で脇が甘いので守勢に回ると脆く、特に差し身の上手い相手には苦労しており、諸差し（もろさし）からの速攻を得意とする栃煌山は大の苦手で、対戦成績は8勝20敗（不戦敗1を含む）と大きく負け越している。また、機動型の力士も苦手としており、稽古場では兄弟子の隆の山を苦手としていた。。大関昇進直前の時期になると立合いでもたついて守勢に回っても巧さで勝つことが増えた。大関在位中はかち上げの型の劣化や叩きが増えたこと、さらに左の使い方の拙さが指摘されている。2018年1月場所後の記事では、藤島（元大関・武双山）から「立ち合いの体当たりからの馬力はすごいが、上を狙うには違う立ち合いも身につけることだ」と意見されている。
星取表に現れる特徴としては、序盤の出遅れが目立つ。大関昇進に近づくにつれて体重が増えた影響なのか、2017年7月場所後の武蔵川のコラムではスタミナ不足を指摘されるようになり、その後も武蔵川からスタミナ不足を指摘された。ただし、2021年11月場所2日目の宝富士戦では3分を超える長い相撲を制しているため、一概にスタミナが無いとは言い切れない。この場所は3日目の妙義龍戦でも黒星を喫したものの1分43秒の長い相撲を取り、4日目の志摩ノ海戦でも3分32秒の熱戦を制するなど、寧ろスタミナ自慢を印象付けている。
大関時代終盤には立合いの威力の低下、体重などフィジカルの低下が指摘された。2020年1月場所の7代高砂の分析によると、張られてすぐにカッとなり相手に応戦してしまい四つを磨けなかったところが短命大関に終わった理由とされる。
2021年3月場所中、八角理事長は好調の要因としてドッシリとした踏み込みからの出足、右のおっつけを挙げた。場所後に武蔵川から、相手の動きに合わせて取っているだけで自ら攻めないこと、ここ一番でチャンスをものにできずメンタルが弱いことを指摘された。
2022年頃は相撲が速く、積極的になり、妻子のために頑張るという精神面の充実も識者から指摘された。
同年11月場所中、花田虎上は自身のコラムで泣き所であった土俵際の詰めの甘さが改善されている旨を語っていた。
何度も優勝を逃すにつれてメンタル面の問題が指摘されるようになり、ついに2023年9月場所後には元武蔵丸の武蔵川親方が「千秋楽の霧島戦では、固まって緊張しているのがアリアリなんだもの。もうこれは心の問題だろうね」とここ一番で固まる悪癖を指摘し「一回でも優勝できれば、流れが変わるはずなんだけどなぁ」と残念がりつつも「とにかく一番いいクスリは、一度でも優勝することなんだ」と励ました。同時に相手に合わせ、怖がって相手の動きを見過ぎる遅い相撲をやめ、腰の怪我など体の負担を考えて短い相撲を取るべきだと助言している。
2024年頃には安易に再出場する相撲から腰痛などの自己管理能力も疑われており、稽古熱心さこそ認めている武蔵川からも根本的な原因を直さなくてはダメだと指摘されている。同年5月場所でも『zakzak』が「こんなに勝てるんだったら休まずにずっと出てろという話」という古参親方の談話を掲載し、安易な休場と再出場を批判した。

## 略歴
- 2005年3月場所 - 初土俵
- 2005年5月場所 - 序ノ口
- 2005年7月場所 - 序二段
- 2007年3月場所 - 三段目
- 2008年5月場所 - 幕下
- 2010年11月場所 - 十両
- 2011年7月場所 - 幕内
- 2013年9月場所 - 新小結
- 2016年9月場所 - 新関脇
- 2017年7月場所 - 新大関
- 2020年1月場所 - 関脇陥落

## 合い口
2025年7月場所終了時点
- 横綱・豊昇龍には10勝3敗（不戦勝・不戦敗各1有り）と対横綱の対戦成績としては大きく勝ち越している。2025年3月場所、新横綱の豊昇龍から金星を獲得。大関同士での対戦はなし。
- 横綱・大の里には2勝2敗だが、優勝決定戦では1敗がある。大関同士での対戦はなし。
- 大関・琴櫻には6勝5敗（不戦勝・不戦敗各1有り）。大関同士での対戦はなし。
- 元大関・朝乃山には3勝2敗（不戦勝・不戦敗各1有り）。大関同士での対戦はなし。
- 元大関・正代には9勝19敗。平成時代は8勝4敗と勝ち越していたが、令和に入って8連敗を喫するなど1勝14敗とほとんど勝てなくなった。大関同士での対戦はなし。
- 元大関・御嶽海に対しては24勝10敗と大きく勝ち越しているが、2018年11月場所千秋楽には貴景勝とトップを並走する中で迎えた御嶽海戦で土俵際の掬い投げに敗れて優勝を逃し、痛恨の黒星を喫した。大関同士での対戦はなし。
- 元大関・霧島には8勝11敗。大関同士の対戦はなし。
- 関脇・玉鷲には21勝19敗（不戦敗1有り）と互角にしているが、鶴竜戦と同じく形勢は逆転している。2016年から2017年にかけては2017年5月場所から11月場所にかけて4連敗を喫するなどして2勝6敗と大きく負け越していたが、2018年以降は同年1月場所から11月場所まで5連勝をするなどして現在まで12勝4敗とその差を広げている。

以下、引退力士
- 元横綱・白鵬には2勝21敗（不戦敗1有り）と大きく負け越している。初白星は初金星。大関在位中は4戦全敗。直近では2017年1月場所で押し出しで勝利したが、最後は7連敗を喫して終わった。
- 元横綱・日馬富士には5勝15敗であったものの、2017年5月場所では日馬富士に勝利して大関昇進を決定付けた。
- 元横綱・鶴竜には10勝13敗（不戦勝1有り）となっているが、形勢は逆転している。2013年9月場所から2016年3月場所まで8連敗をするなど圧倒的な差をつけられていたが、その後は8勝3敗（不戦勝1有り）と髙安の方が勝ち越している。さらに大関昇進後の初対戦となった2018年1月場所から2019年5月場所まで5連勝した。直近の勝利はその2019年5月場所。（決まり手は押し出し）
- 元大関・雅山には5勝1敗。大関同士での対戦はなし。
- 元大関・琴奨菊には16勝12敗。初顔から5連敗を喫するなど2016年3月場所までは3勝11敗と合口がかなり悪かったものの、その後の2016年7月場所から2019年1月場所まで12連勝するなど形勢が逆転している。大関同士での対戦はなし。
- 元大関・豪栄道には19勝13敗（不戦勝・不戦敗各1有り）と勝ち越している。特に、初顔から6連勝をするなど圧倒的な差をつけていた。その後はやや合口が悪くなったものの、不戦敗を除くと2017年1月場所以降は再び髙安が6連勝している。しかし、2019年1月場所で、豪栄道に敗れ、連勝が止まりそこから2020年初場所まで3連敗を喫した。
- 元大関・栃ノ心には14勝9敗。大関同士の対決は髙安の2勝1敗。
- 元大関・貴景勝には10勝11敗とほぼ五分。大関同士での対戦はなし。
- 元横綱・照ノ富士には13勝12敗。2015年1月場所から2016年3月場所にかけて5連敗していたが、その後の2016年7月場所から2017年3月場所までは逆に5連勝していた。その後自身の大関在位中には照ノ富士が大関から陥落し、自身が陥落後に照ノ富士が大関に復帰したため、大関同士での対戦はなかった。照ノ富士が大けがから幕内に復帰してから4連勝した後は5連敗していたが、2022年9月場所の9日目に久しぶりに勝利し金星を獲得した。

## 幕内対戦成績
| 力士名     | 勝数  | 負数  | 力士名   | 勝数  | 負数  | 力士名   | 勝数 | 負数  | 力士名   | 勝数 | 負数  |
| ---------- | ----- | ----- | -------- | ----- | ----- | -------- | ---- | ----- | -------- | ---- | ----- |
| 碧山       | 12    | 12    | 安青錦   | 1     | 0     | 朝赤龍   | 4    | 0     | 朝乃山   | 3(1) | 2(1)  |
| 旭日松     | 1     | 0     | 熱海富士 | 2     | 3     | 阿炎     | 7    | 9(2)* | 安美錦   | 2    | 9     |
| 阿夢露     | 2     | 0     | 荒鷲     | 4     | 0     | 阿覧     | 0    | 6     | 勢       | 13   | 4     |
| 石浦       | 1     | 0     | 逸ノ城   | 8     | 6     | 一山本   | 5    | 2     | 宇良     | 5    | 4     |
| 遠藤       | 18    | 9     | 炎鵬     | 0     | 1     | 欧勝馬   | 1    | 0     | 阿武剋   | 1    | 2     |
| 阿武咲     | 5     | 5     | 王鵬     | 6     | 0     | 大砂嵐   | 3    | 0     | 大の里   | 2    | 2*    |
| 隠岐の海   | 16    | 5     | 魁聖     | 12    | 5     | 臥牙丸   | 6    | 2     | 鏡桜     | 1    | 0     |
| 輝         | 5     | 1     | 鶴竜     | 10(1) | 13    | 北太樹   | 8    | 2     | 木村山   | 1    | 0     |
| 旭秀鵬     | 3     | 2     | 旭天鵬   | 3     | 1     | 霧島     | 8    | 11    | 金峰山   | 2    | 2     |
| 草野       | 1     | 0     | 豪栄道   | 19(1) | 13(1) | 豪ノ山   | 4    | 4(1)  | 黒海     | 1    | 0     |
| 琴恵光     | 2     | 1     | 琴欧洲   | 2(1)  | 2     | 琴櫻     | 6(1) | 5(1)  | 琴奨菊   | 16   | 12    |
| 琴勝峰     | 6     | 3     | 琴勇輝   | 3     | 1     | 磋牙司   | 2    | 1     | 佐田の海 | 8    | 1     |
| 佐田の富士 | 3     | 1     | 里山     | 1     | 0     | 志摩ノ海 | 3    | 0     | 常幸龍   | 4    | 3     |
| 正代       | 9     | 19    | 翔天狼   | 6     | 3     | 湘南乃海 | 3    | 0     | 松鳳山   | 9    | 6     |
| 白熊       | 1     | 0     | 蒼国来   | 4     | 2     | 大奄美   | 1    | 0     | 大栄翔   | 12   | 12    |
| 大翔鵬     | 0     | 1     | 大道     | 3     | 0     | 貴景勝   | 10   | 11    | 貴ノ岩   | 3    | 2     |
| 隆の勝     | 4     | 5     | 高見盛   | 1     | 0     | 宝富士   | 23   | 6(1)  | 豪風     | 4    | 10    |
| 尊富士     | 1     | 0     | 玉飛鳥   | 2     | 0     | 玉鷲     | 21   | 20(1) | 美ノ海   | 0    | 1     |
| 千代鳳     | 2     | 3     | 千代翔馬 | 8     | 3     | 千代大龍 | 12   | 3     | 千代の国 | 6    | 1     |
| 千代丸     | 2     | 1     | 照強     | 2     | 0     | 照ノ富士 | 13   | 12    | 天鎧鵬   | 0    | 1     |
| 時天空     | 5     | 4     | 徳勝龍   | 4     | 3     | 土佐豊   | 1    | 0     | 栃煌山   | 8    | 20(1) |
| 栃ノ心     | 14(1) | 9     | 栃乃洋   | 1     | 0     | 栃乃若   | 4    | 6     | 翔猿     | 7    | 3     |
| 豊ノ島     | 5     | 7     | 豊響     | 7     | 5     | 錦木     | 6    | 1     | 錦富士   | 5    | 2     |
| 伯桜鵬     | 0     | 2     | 白鵬     | 2     | 21(1) | 把瑠都   | 2    | 2     | 日馬富士 | 5    | 15    |
| 英乃海     | 0     | 2     | 平戸海   | 4     | 3     | 富士東   | 3    | 1     | 武将山   | 1    | 0     |
| 豊昇龍     | 10(1) | 3(1)  | 寶智山   | 2     | 0     | 豊真将   | 4    | 3     | 北青鵬   | 1    | 0     |
| 北勝富士   | 16    | 11(1) | 誉富士   | 1     | 1     | 舛ノ山   | 2    | 1     | 御嶽海   | 24   | 10    |
| 翠富士     | 4     | 4     | 雅山     | 5     | 1     | 妙義龍   | 10   | 15    | 明生     | 5    | 4     |
| 豊山       | 1     | 1     | 嘉風     | 11    | 10    | 竜電     | 6    | 2     | 狼雅     | 3    | 1     |
| 若荒雄     | 2     | 3     | 若隆景   | 6     | 9*    | 若元春   | 6    | 3(1)  |          |      |       |

- 他に優勝決定戦（巴戦も含む）では、大の里、若隆景、阿炎にそれぞれ1敗がある。

（カッコ内は勝数、負数の中に占める不戦勝、不戦敗の数、太文字は2025年7月場所終了現在、現役力士）

## エピソード

### 人物
- 普段は穏やかな人物であり、13代鳴戸からは「土俵に入ったら人格を変えろ」と闘志を出すように助言されていた[171]。
- 2017年9月場所千秋楽祝賀会では、加藤紗里が稀勢の里に花束を贈呈し、細川たかしが高安・稀勢の里とともに酒樽を割る鏡開きをしたが、愛想よく振る舞う稀勢の里に対して高安は仏頂面をしながら出席者に対応していた。細川は高安をステージ壇上に誘い、「まだ独身だそうですが、交際相手はいらっしゃるのですか? 好きな女性のタイプはいますか?」と質問したが、これに高安は仏頂面で「いいえ」と答えるだけで、これには場内に白けたムードが漂い、長続きせず。角界関係者からは「ダメだなあ」という声が飛び、そこで細川は慌てて西岩をステージに上げ、半ば強制的にビールの一気飲みをさせて取り繕った。高安がファンサービスを得意としないことを表わすエピソードである[172]。
- 2024年11月30日放送分のトークバラエティ番組『ジャンクSPORTS』（フジテレビ）では妻の杜このみが「基本的にはお相撲さんは食事中は無言なんですよ。『おいしいね』とかもなくて、食事もお仕事の一環なので」と食卓での様子を証言している[173]。

### 土俵上・相撲の記録
- 2017年4月時点では、入門以来、母親の誕生日である9月16日には負けたことがない[174]。
- 2019年11月場所8日目、土俵入り後にギックリ腰をおこし、急遽休場することになってしまった[175]。角番の場所であるため、再出場の可能性を配慮して協会側が急遽取組編成をし直すという珍しい事態となった[176]。
- 2020年の5場所での番付昇降は27枚と、この年の全5場所幕内に在位した29人中1位[143]。
- 2025年3月場所時点において、幕内での準優勝を合計9回（優勝次点6回・優勝同点3回）も達成しながら幕内最高優勝は未だ0回であるが、これは豊山勝男（元大関）の幕内準優勝8回（次点8回・同点0回）を上回る珍記録を更新した[177]。

### 懸賞金・タニマチ関連
- 2017年1月場所から、元戦闘機メーカーで東京都立川市に本社を持つ不動産開発の「立飛ホールディングス」から懸賞金が設定された[178]。

### 化粧廻し・染め抜き
- チャールズ・チャップリンの化粧廻しを持っている[179]。
- 2017年7月場所3日目には「勝負」とかけて菖蒲の染め抜きで場所入りした[180]。
- 2018年7月場所にはユリの描かれた染め抜きで場所入りした[181]。

### 横綱土俵入りの従者として
- 横綱時代の稀勢の里の太刀持ちであった、また、まだ番付に正式に大関として四股名が掲載される前の新大関時代の2017年6月11日、水戸市にある常陸山像の前で稀勢の里の従者としての最後の土俵入りに参加し、太刀持ちを務めた[182]。
- 甥弟子の大の里が横綱昇進を果たしたのを機に、彼の太刀持ちに任命された[183]。大関陥落から久しい元大関が甥弟子の横綱土俵入りの従者を務めることは前代未聞で、大の里当人も「(2025年5月場所)千秋楽の前夜に(優勝パレードの)旗手と太刀持ちをやってくれるということを聞いて、自分自身すごいビックリしたし、感謝しかない」と語っている[184]。

### イベント・トークショー関連
- 2017年6月8日、東京都江戸川区東小松川のボートレース江戸川で行われたイベント「地元若手プロアスリートトークショー」に参加した。午後1時すぎから、同じ江戸川区を地元に活躍する女子ボートレーサーの富樫麗加と1回目のトークショーを行った。同年5月23日、大関取りのかかる高安は夏場所10日目で白鵬に敗れ2敗目を喫した。落胆で部屋に戻ったが、富樫の参加していた「トランスワードトロフィー2017男女W優勝戦」（富樫はこのレースで初優勝を果たした）を見て一転。「すごく落ち込んでいたのが、レースを見て鳥肌が立って、翌日以降のいいモチベーションになりました」と、大関取りにつなげたエピソードを明かした。富樫との2回目のトークショーでも「好物は煮魚」「ケーキよりプリンが好き」などリップサービス。司会者のリクエストに応じ、富樫をお姫様抱っこするサービスも見せた。最後には、優勝選手への花束贈呈のセレモニーなどでイベントに花を添えた高安。ボート場のファンから「横綱になれよ!」のかけ声も飛んだ[185][186]。

### 歌関連
- 歌がうまい。2016年2月21日に放送されたNHK福祉大相撲の「お楽しみ歌くらべ」においては、May J.と『いとしのエリー』を披露している。
- 2018年2月10日の第51回NHK福祉大相撲では、水森かおりと『カナダからの手紙』をデュエット、ソロでは『冬のリヴィエラ』を歌った[5]。

### 苗字・一族つながり
- 苗字「高安」は現在の大阪府・八尾市で発祥したと言われており、飛鳥時代の667年に天智天皇が高安山に高安城を築城し、その豪族の一つが高安氏となり今も受け継がれている[187]。
- 自身の大関昇進確定直後、近鉄大阪線「高安駅」に近い商店街では高安フィーバーが起きていることが報じられ、地域のふとん店が手作りの特大サイズの座布団を通常の1万円から7000円にして販売。パン店では「高安大関ツイッペ」と呼ぶ特製のパンを200円で販売。
- 自身と同じ名前の、京都市左京区のラーメン店「中華そば高安」も、高安関の活躍と共に知名度を更に伸ばしている[188]。

### 部屋の衆との関係
- 2017年3月場所前、13代鳴戸がかつて自分に対してそうしたように、一気に5人加入した新弟子にアイスを振る舞った[12]。

### 趣味・嗜好
- 好きな漫画はONE PIECE。2017年7月場所終了時点の報道では、全巻揃えているという[189]。

### 身体・生活習慣
- 入門前から1日4食と大食漢であり、体ができあがった現在でも1食に丼飯4杯から5杯を食べ、その他に、外食、間食を行う。本人は「増やそうと思えば体重は200kgまでいける」という[12]。
- タレントで好角家である山根千佳によると、体毛の薄い時の髙安は調子が良いとのこと。体毛が薄いということは稽古で体毛が擦り切れているということであるという理由からこのジンクスが成り立つ[190]。
- 琴剣の著書『相撲めし』（扶桑社）によると「あっさり勝つ」に繋がることからアサリの味噌汁ととんかつを験担ぎとして好む[191]。

### 稽古場において
- 髙安は目を掛けた力士には猛稽古を付ける。2017年5月場所前に阿武松部屋に出稽古に出掛けた際には阿武咲と36番の三番相撲を取ったが、この時は17勝19敗と逆に阿武咲の方が優勢であった[192]。2019年5月場所前に二所ノ関一門の連合稽古が行われた際は貴景勝と30番の三番相撲を行い、17勝13敗[193]。
- 体幹を鍛えるため道具としてウォーターバッグを利用している。2017年4月の春巡業加東場所では付け人の手違いによってそれが東京に送られてしまったが、高安は付け人に一時帰京の際に取りに帰らせ、直後の藤沢場所でウォーターバッグを抱えてすり足を行った[12]。

### 家族
- 2017年7月場所終了時点の報道では、東京場所では両親が送迎車の運転手を務めているという[189]。

### 交流関係
- お笑い芸人の塙宣之（ナイツ）とは交流がある[194]。

### 他の力士との関わり
- 両国国技館で合同稽古後が行われた2021年10月26日、引退した白鵬に対して「幕内に入ってから、横綱を倒すというのが1つの目標であって、常に白鵬関が上に立っていましたので、毎場所倒さなきゃいけないって気持ちで研究もしましたし、稽古もしましたし、そこに目標がありましたので、きょうに至るまで相撲が取れていると思います」と感謝を述べた[195]。
- 大の里は兄弟子の弟子、つまり甥弟子であり、稽古場・巡業でもよく胸を合わせる関係[196][197][198]。

### その他
- 2017年5月31日放送の情報番組『ビビット』（TBSテレビ）で髙安の大関昇進伝達式会場から生中継したMCの真矢ミキから伝達式で高安がどんな口上を述べるかを聞かれた上路雪江リポーターは「髙安関は、正々堂々という言葉が大変お好きということで、もしかしたら、その四字熟語が入るかもしれません」と予想した[187]。
- 髙安の顔写真がプリントされた菓子商品「髙安サブレー」が日本相撲協会から公認され、土浦の新たな名産品として9月から販売が始まった。商品は同市東真鍋の菓子製造販売会社、久月総本舗（横山和裕社長）が売り出した。同社は相撲協会と高安の商品の製造販売の1年契約を結んだ。高安の顔写真と「高安関 正々堂々 大関相撲」などの応援の言葉が、かまぼこと同じ自然着色料を使ってプリントされている[199]。
- 2023年の大相撲の七夕企画では短冊に「妻の新曲　葦風峠（あしかぜとうげ）がヒットしますように。」と願い事を書いた[200]。
- 2024年7月場所直前に発表された相撲ライターの飯塚さきによる記事では公傷制度について、悪用する力士が出る恐れがあることや昔の力士の方が巡業が多くて大変であったことなどを理由に、導入しなくても良いという立場を示している。また、中卒叩き上げとして学生相撲出身のエリートへの対抗心もあるという趣旨の話をしている[201]。

## 主な成績
2025年7月場所終了現在

### 通算成績
- 通算成績：787勝593敗156休 .570
- 通算在位：121場所
- 幕内成績：627勝477敗156休 .568
- 幕内在位：84場所
- 大関成績：113勝57敗55休 .665
- 大関在位：15場所
- 三役成績：146勝116敗23休 .557
- 三役在位：19場所（関脇8場所、小結11場所）

### 各段優勝
- 幕下優勝：1回（2010年9月場所）
- 幕内最高優勝同点：3回（歴代5位タイ）

### 三賞・金星
- 三賞：13回（歴代7位タイ）
  - 殊勲賞：4回（2013年7月場所、2014年11月場所、2017年3月場所、2022年11月場所）
  - 敢闘賞：6回（2013年1月場所、2014年7月場所、2016年9月場所、2017年1月場所、2022年3月場所、2022年9月場所）
  - 技能賞：3回（2016年7月場所、2017年5月場所、2025年3月場所）
- 金星：6個
  - 白鵬：1個（2014年11月場所）
  - 日馬富士：3個（2013年3月、7月場所、2014年11月場所）
  - 照ノ富士：1個（2022年9月場所）
  - 豊昇龍：1個（2025年3月場所）

### 花相撲
- 日本大相撲トーナメント優勝：3回（2019年・2020年・2025年）

### 場所別成績
| | 一月場所 初場所（東京） | 三月場所 春場所（大阪） | 五月場所 夏場所（東京） | 七月場所 名古屋場所（愛知） | 九月場所 秋場所（東京） | 十一月場所 九州場所（福岡） |
| --- | ----------------------- | ----------------------- | ----------------------- | --------------------------- | ----------------------- | --------------------------- |
| 2005年 （平成17年） | x                       | （前相撲）              | 西序ノ口29枚目 4–3      | 西序二段129枚目 4–3         | 東序二段98枚目 4–3      | 東序二段73枚目 4–3          |
| 2006年 （平成18年） | 西序二段48枚目 2–5      | 西序二段78枚目 3–4      | 西序二段98枚目 5–2      | 東序二段44枚目 3–4          | 西序二段67枚目 4–3      | 西序二段41枚目 5–2          |
| 2007年 （平成19年） | 西序二段5枚目 4–3       | 東三段目86枚目 5–2      | 東三段目55枚目 5–2      | 西三段目27枚目 3–4          | 西三段目41枚目 4–3      | 東三段目26枚目 5–2          |
| 2008年 （平成20年） | 東三段目2枚目 3–4       | 東三段目11枚目 4–3      | 西幕下59枚目 4–3        | 西幕下51枚目 3–4            | 東三段目5枚目 4–3       | 東幕下54枚目 5–2            |
| 2009年 （平成21年） | 東幕下39枚目 2–5        | 東三段目3枚目 4–3       | 東幕下54枚目 4–3        | 東幕下44枚目 4–3            | 西幕下36枚目 5–2        | 東幕下27枚目 4–3            |
| 2010年 （平成22年） | 西幕下22枚目 4–3        | 西幕下18枚目 5–2        | 西幕下10枚目 4–3        | 東幕下6枚目 2–5             | 西幕下13枚目 優勝 7–0   | 東十両11枚目 11–4           |
| 2011年 （平成23年） | 東十両3枚目 9–6         | 八百長問題 により中止   | 東十両筆頭 8–7          | 東前頭11枚目 9–6            | 東前頭6枚目 6–9         | 西前頭8枚目 9–6             |
| 2012年 （平成24年） | 西前頭3枚目 6–9         | 東前頭7枚目 10–5        | 西前頭筆頭 5–10         | 西前頭5枚目 6–9             | 西前頭9枚目 10–5        | 東前頭4枚目 5–10            |
| 2013年 （平成25年） | 東前頭7枚目 12–3 敢     | 東前頭筆頭 5–10 ★       | 西前頭5枚目 8–7         | 西前頭筆頭 9–6 殊★          | 西小結 5–10             | 東前頭3枚目 3–12            |
| 2014年 （平成26年） | 東前頭9枚目 9–6         | 西前頭3枚目 5–10        | 西前頭8枚目 6–9         | 西前頭11枚目 11–4 敢        | 東前頭2枚目 7–8         | 東前頭3枚目 10–5 殊★        |
| 2015年 （平成27年） | 東小結 6–9              | 東前頭3枚目 3–12        | 西前頭8枚目 10–5        | 東前頭2枚目 6–9             | 西前頭3枚目 1–3–11      | 西前頭12枚目 9–6            |
| 2016年 （平成28年） | 西前頭8枚目 11–4        | 西前頭筆頭 5–10         | 西前頭5枚目 9–6         | 西小結 11–4 技              | 東関脇 10–5 敢          | 東関脇 7–8                  |
| 2017年 （平成29年） | 東小結 11–4 敢          | 西関脇 12–3 殊          | 西関脇 11–4 技          | 東大関2 9–6                 | 東大関 1–2–12           | 西大関 8–5–2                |
| 2018年 （平成30年） | 西大関 12–3             | 東大関 12–3             | 東大関 休場 0–0–15      | 西大関 9–6                  | 西大関 11–4             | 西大関 12–3                 |
| 2019年 （平成31年 /令和元年） | 東大関 9–6              | 東大関 10–5             | 西大関 9–6              | 西大関 8–3–4                | 東大関 休場 0–0–15      | 西大関 3–5–7                |
| 2020年 （令和2年） | 西関脇 6–9              | 西前頭筆頭 0–5–10       | 感染症拡大 により中止   | 東前頭13枚目 10–5           | 東前頭6枚目 10–5        | 西小結 8–7                  |
| 2021年 （令和3年） | 東小結 9–6              | 東小結 10–5             | 東関脇 10–5             | 東関脇 7–6–2                | 東小結 4–8–3            | 東前頭5枚目 6–9             |
| 2022年 （令和4年） | 東前頭7枚目 休場 0–0–15 | 東前頭7枚目 12–3 敢     | 東前頭筆頭 6–9          | 西前頭4枚目 休場 0–0–15     | 西前頭4枚目 11–4 敢★    | 東前頭筆頭 12–3 殊          |
| 2023年 （令和5年） | 東関脇2 1–5–9           | 西前頭7枚目 10–5        | 東前頭2枚目 3–3–9       | 東前頭7枚目 7–8             | 東前頭7枚目 10–5        | 東前頭3枚目 10–5            |
| 2024年 （令和6年） | 東小結 2–4–9            | 西前頭8枚目 11–4        | 東前頭3枚目 7–3–5       | 東前頭3枚目 0–2–13          | 東前頭15枚目 10–5       | 西前頭9枚目 8–7             |
| 2025年 （令和7年） | 東前頭6枚目 8–7         | 東前頭4枚目 12–3 技★    | 東小結 6–9              | 西小結 10–5                 | x                       | x                           |
| 各欄の数字は、「勝ち-負け-休場」を示す。 優勝 引退 休場 十両 幕下 三賞：敢=敢闘賞、殊=殊勲賞、技=技能賞 その他：★=金星 番付階級：幕内 - 十両 - 幕下 - 三段目 - 序二段 - 序ノ口 幕内序列：横綱 - 大関 - 関脇 - 小結 - 前頭（「#数字」は各位内の序列） |                         |                         |                         |                             |                         |                             |

## 改名歴
- 髙安 晃（たかやす あきら）2005年3月場所 -

## ギャラリー

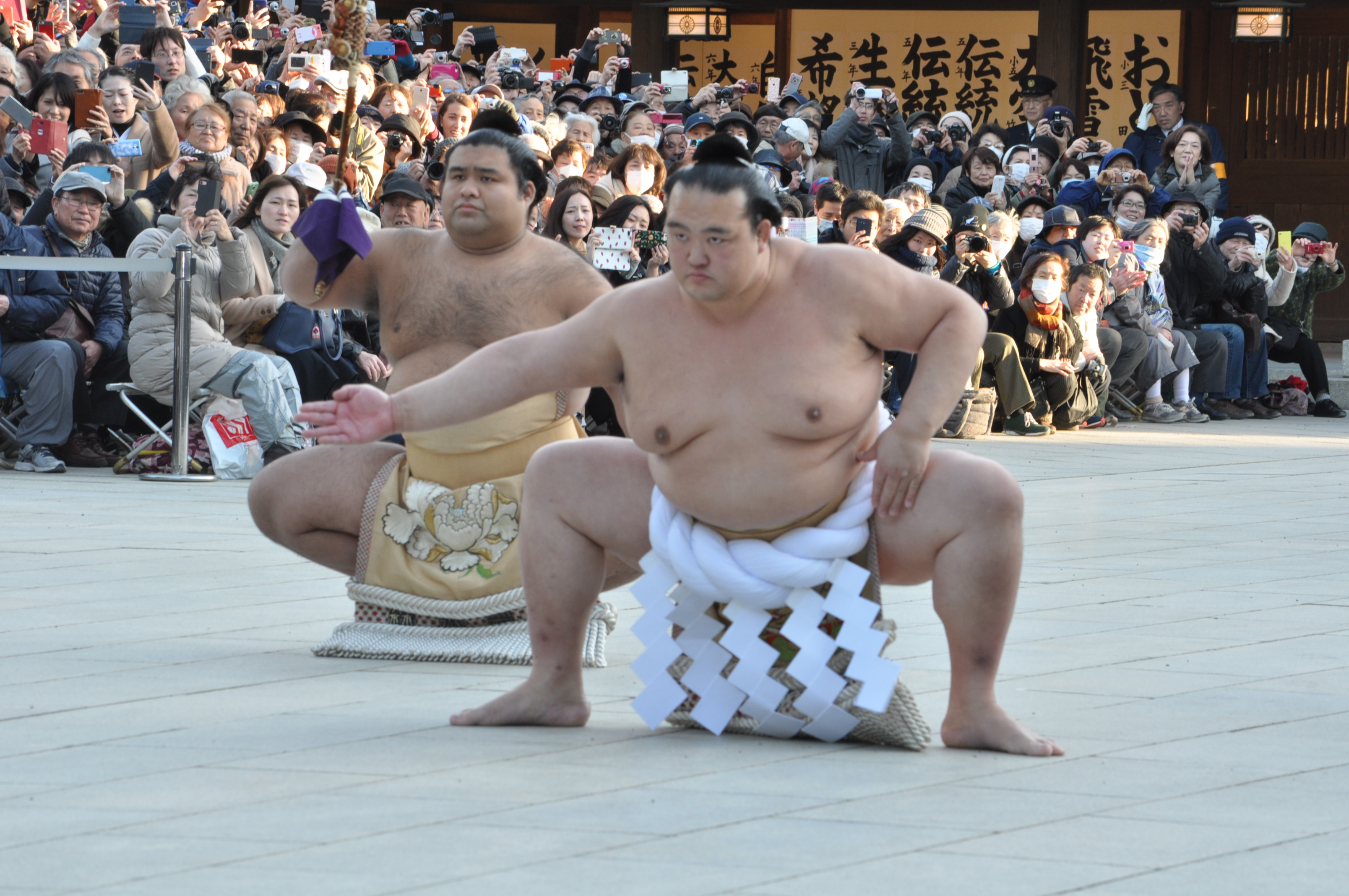
奉納土俵入りの稀勢の里関と太刀持ちの高安関（明治神宮 2017年1月27日撮影）
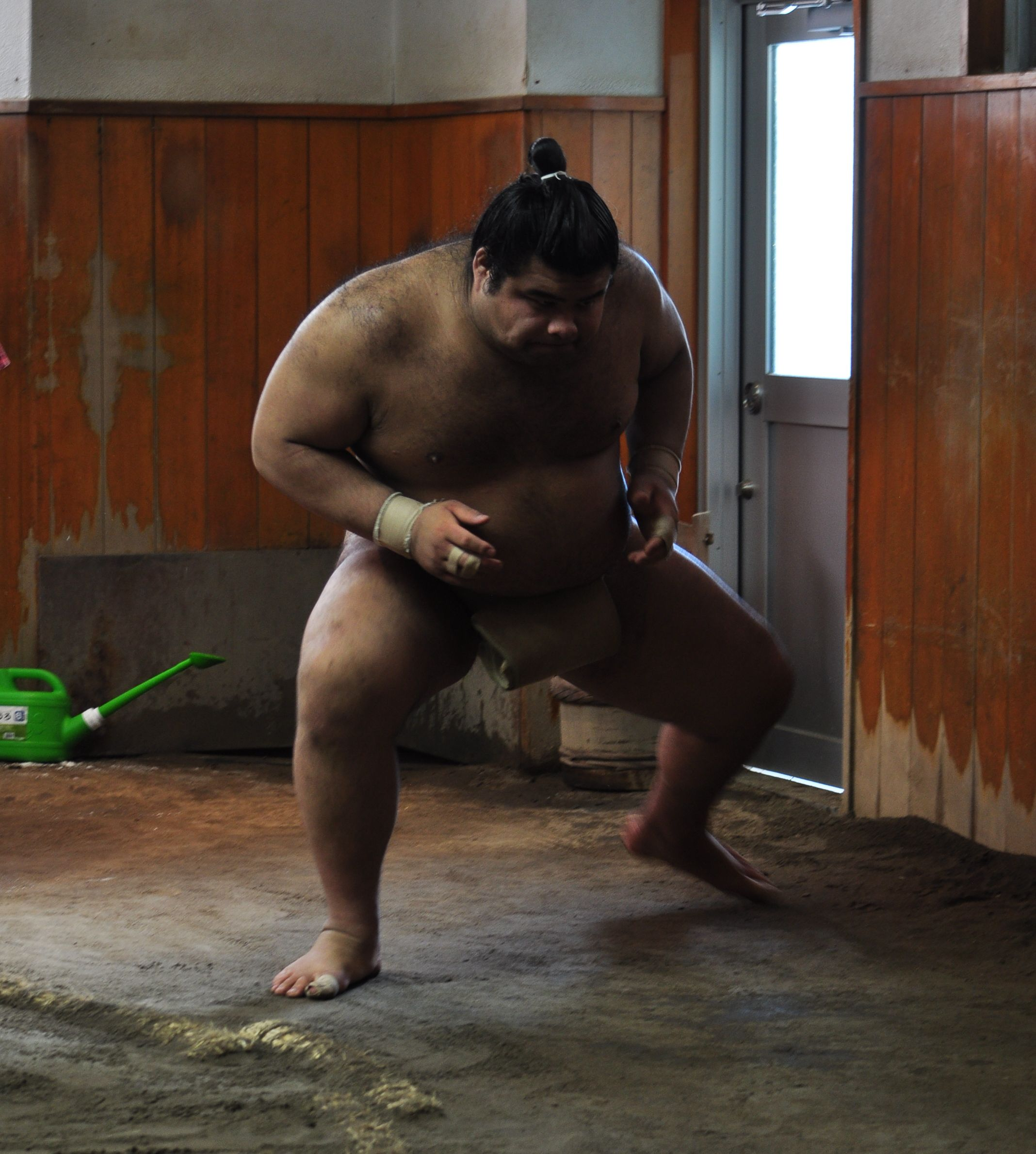
稽古場の高安関（2014年1月2日撮影）
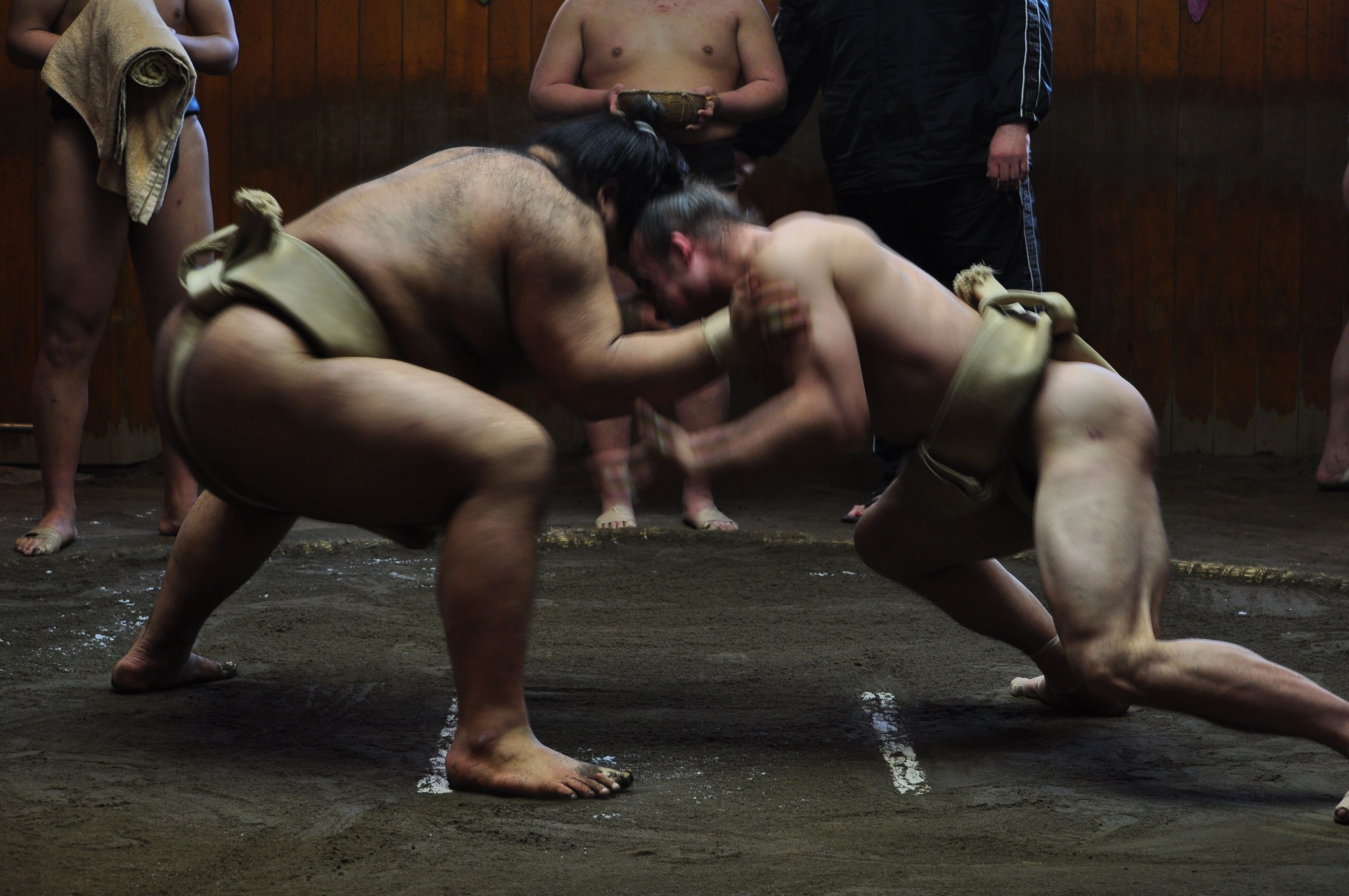
稽古場の高安関と隆の山関（2014年1月2日撮影）
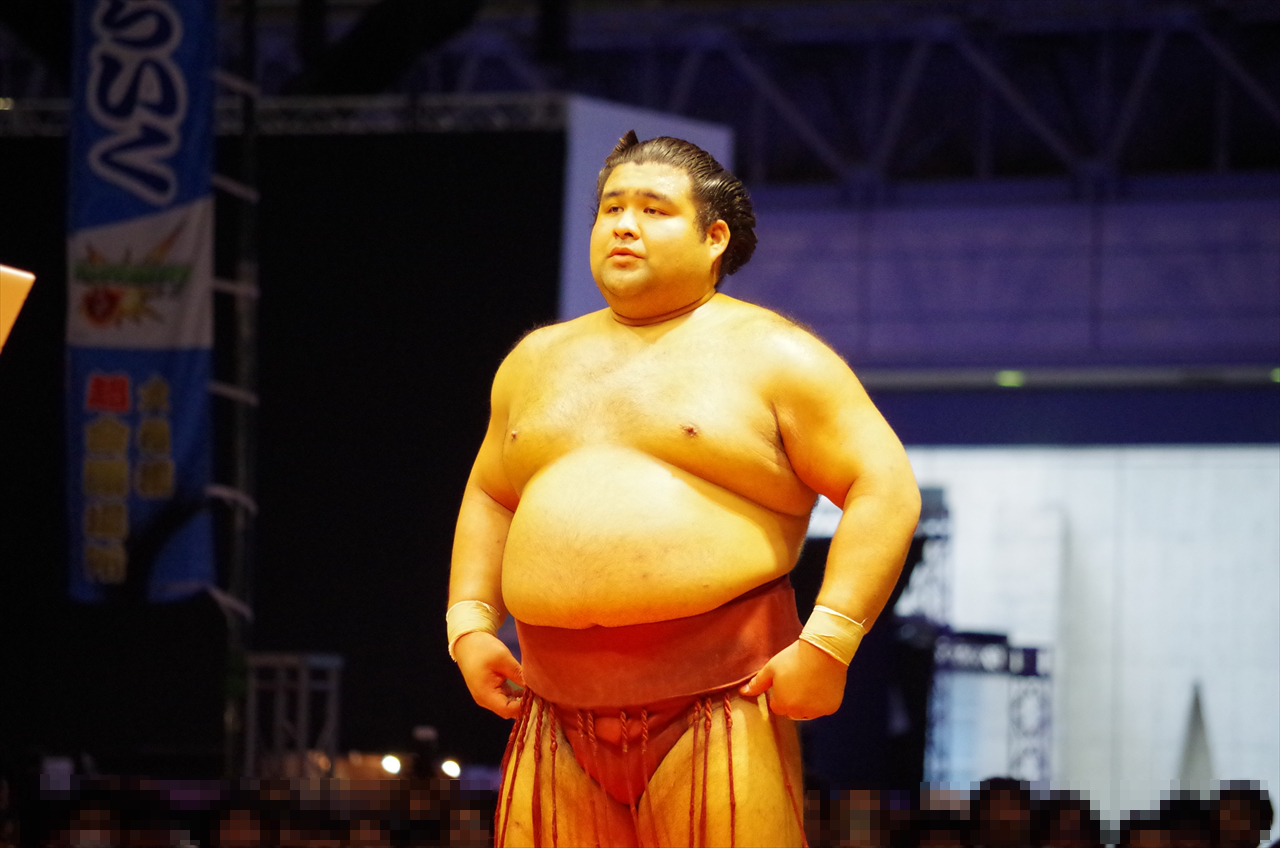
「大相撲超会議場所」幕内トーナメントで優勝し、表彰を受ける高安関（2015年4月26日撮影）